# 蘇翁
蘇翁，原名蘇炳鴻（1932年—2004年），順德碧江人，香港已故知名粵劇編劇家、劇評家、填詞人、香港電台節目《戲曲天地》前主持人。

## 个人簡歷
蘇翁，出身自富裕家庭，自少喜好粵劇，1948年讀廣州大學、嶺南大學。1954年移居香港，後活躍於粵劇圈，拜著名粵劇家何非凡學戲，並從事編劇，師承梁夢、馮志芬，及後還有唐滌生等；又為小曲及粵語流行曲擔任填詞工作，被視為粵語流行樂界第一代詞人。

## 主要作品

### 編劇
- 電影《大紅袍》（1965年）
- 粵劇《鐵馬銀婚》、《章台柳》、《宇宙鋒》、《摘纓會》、《楊枝露滴牡丹開》、《江湖恩怨俠鴛鴦》、《白龍關》、《張仙傳》、《一支紅杏未出牆》

### 填詞
- 電視劇主題曲：
  - 《煙雨濛濛》（1973年无綫首部全彩色廣播電視劇《煙雨濛濛》主題曲，由顧嘉煇作曲及編曲，鄭少秋主唱）
  - 《八仙過海》（1985年亞視電視劇《八仙過海》主題曲，劉鳳屏主唱）
- 流行專輯曲：
  - 《荷花開》（1969年，崔妙芝主唱）
  - 《愛人結婚了》（1971年，鄭少秋主唱）
  - 《分飛燕》（1973年，甄秀儀、陳浩德主唱）
  - 《四朵金花》（1974年，四朵金花主唱，蘇翁作曲及填詞）
  - 《天涯孤客》（1976年，鄭少秋、珍珍、佩佩主唱）等
- 粵曲或小調：
  - 《重台泣別》
  - 《花蕊夫人》
  - 《琴心記》
  - 《禪院鐘聲》等

## 外部連結
- 蘇翁在香港影庫上的簡介
- 香港作曲家及作詞家協會（帶已登記曲作詞作搜索引擎） （页面存档备份，存于）